# Isabel Briggs Myers
Isabel Briggs Myers (Colúmbia, Carolina do Sul, 18 de outubro de 1897 – 5 de maio de 1980) foi uma escritora estadunidense. Apesar de sua atuação destacada como escritoa, ficou mais conhecida por ter criado, junto de sua mãe, o sistema de identificação de personalidades conhecido pela sigla MBTI (de Myers-Briggs Type Indicator).

## Biografia
Era filha de Lyman Briggs e Katharine Cook Briggs. Estudou em casa com sua mãe, em Washington, D.C., que a controlava e tratava sua educação como um experimento. Diplomou-se em ciências políticas pelo Swarthmore College, onde obteve grande destaque. Casou-se, em 1918, com Clarence Myers, que conhecera na mesma universidade.
Após sua mãe haver lido a obra de Carl Jung - "Tipos psicológicos" - juntou-se à filha na elaboração do MBTI. Mais tarde, Myers tornou-se colaboradora de Mary McCaulley na condução dos testes de suas pesquisas e do MBTI.
Myers escreveu, em 1928, o premiado romance de suspense "Murder Yet to Come", baseando-se nos tipos psicológicos. Em 1934 publicou seu segundo romance, "Give Me Death".
Após o sucesso inicial, Myers dedicou-se à vida familiar.

## Publicações
- Myers, I. (1995) Gifts Differing:Understanding Personality Type. Davies-Black Publishing,U.S. ISBN 0-89106-074-X
- Myers, I. (1990) Introduction to Type: A Description of the Theory and Applications of the Myers-Briggs Type Indicator. Center for Applications of Psychological Type Inc ISBN 0-935652-06-X